# 타이베이 빈관

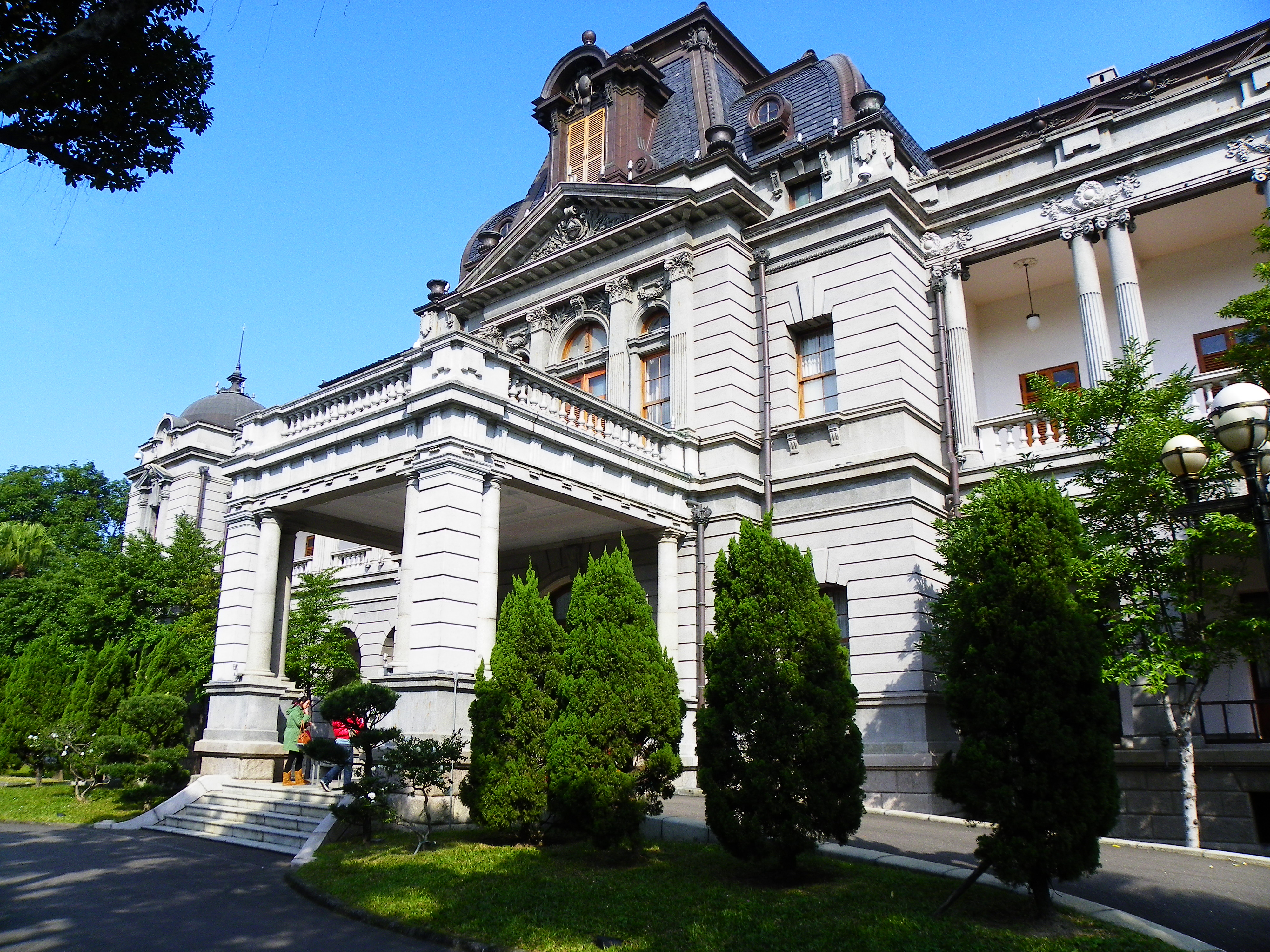
타이베이 빈관

타이베이 빈관(중국어 정체자: 臺北賓館)은 중화민국 타이베이시 중정구 카이다거란 대도 1호에 있는 중화민국의 국가 영빈관이다. 중화민국 외교부에서 관할하고 있다.

## 역사
타이베이 빈관은 대만일치시기인 1899년 4월에 기공해 1901년 9월 26일에 준공되었다. 원래는 대만총독의 관저로 지어졌다. 설계는 후쿠다 도고와 노무라 이치로가 담당했고, 후에 모리야마 쇼노스케도 설계에 관여했다. 그러나 처음 준공된 관저는 자재 부식 등으로 제대로 사용되지 못했으며, 1911년부터 개축공사를 거쳐 1913년 3월에 현재의 건물이 완공되었다.
건물은 바로크풍의 2층 건물로 정원은 일본식이다. 대만일치시기에는 대만총독의 주거와 집무장소인 관저로 사용되었다. 그리고 영빈관으로 사용했기 때문에 실내 장식은 화려했으며 황태자 시절의 쇼와천황을 비롯한 여러 요인들이 방문했다. 하지만 주거로서의 사용성이 그다지 좋지는 않았기 때문에 이 관저를 사용하는 일은 점차 없어졌고, 덴 겐지로(田健次郞, 제8대 대만총독) 시기 별관이 신설되어 총독의 관저로 사용되었다. 한편 관저 경내는 다과회를 위한 행사 장소로도 종종 활용되었으며 이러한 기능은 오늘날까지 이어지고 있다. 제2차 세계대전 종전 후 건물 소유권이 중화민국 정부로 인도되면서 대만성 주석의 관저가 입주했다가 1950년 이후 영빈관으로 쓰이기 시작했다.
1977년부터 본관 노후화에 따라 간헐적으로 내부를 수리해 왔다. 2001년에 본관을 폐쇄하고 전면 보수공사를 거쳐 2006년 6월에 재개관하였다. 중일화평조약이 타이베이 빈관에서 1952년 4월 28일에 조인되었다.

## 같이 보기
- 중화민국 외교부